# 歐樂壁虎属
歐樂壁虎属（学名：Euleptes），也称优乐叶趾虎属，是壁虎科的一属。

## 下属物种
本属包括以下物种：
- 歐樂壁虎 Euleptes europaea (Gené, 1839)
- †高盧歐樂壁虎 Euleptes gallica Müller, 2001
- †克氏歐樂壁虎 Euleptes klembarai Čerňanský et al., 2018